# 2096 Väinö
2096 Väinö este un asteroid din centura principală, descoperit pe 18 octombrie 1939, de Yrjö Väisälä.